# Hartmut Dirks

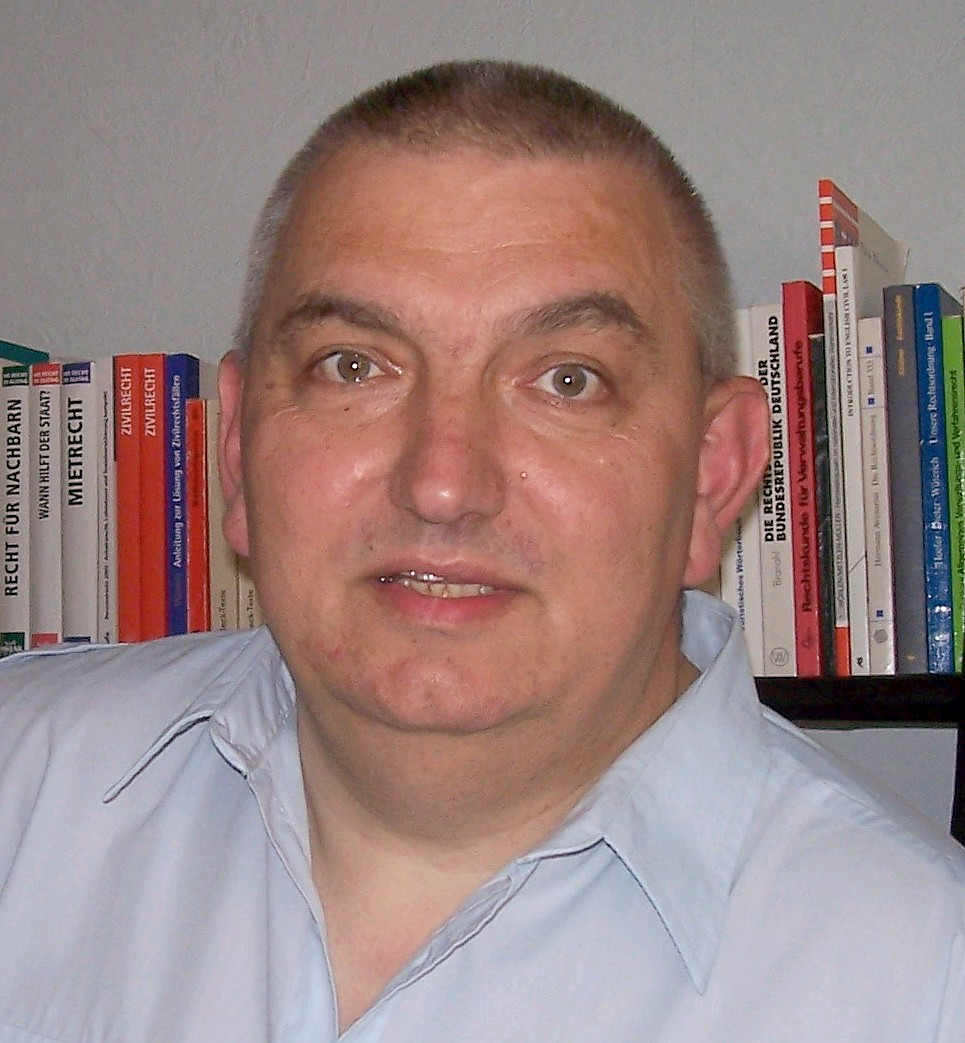
Hartmut Dirks

Hartmut Dirks (* 1954 in Emden, Ostfriesland; † 16. Dezember 2007 ebenda) war ein deutscher Publizist, Journalist und Erwachsenenpädagoge. Er war Mitglied im Deutschen Schriftstellerverband und wohnte in Bremen.

## Leben
Hartmut Dirks absolvierte ein publizistisches Studium an der Freien Universität Berlin, für das ihm der akademische Grad Lic. rer. publ. verliehen wurde. An der Fernuniversität Hagen studierte er ergänzend Rechtswissenschaften. An der Universität Kaiserslautern studierte er Erwachsenenpädagogik und schloss mit dem akademischen Grad Master of Arts ab.
Ab 1982 war er der Herausgeber der Computerzeitschrift Titus und bis 1990 Chefredakteur der internationalen Computerzeitschrift MSX / Atari ST-Info des niederländischen Verlages SAC. Gleichzeitig arbeitete er im Hörfunk für den deutschsprachigen belgischen Rundfunk und in Einzelaufträgen für verschiedene deutsche Sender. Vom 9. bis 11. November 1989 berichtete er für fünf deutschsprachige Hörfunksender, live aus Berlin vom historischen Ereignis der Öffnung der Mauer.
Dirks war von 1991 bis einschließlich 1997 der Herausgeber der Lokalzeitungen Ihlower Zeitung und Krummhörner Blattje. Bis 2005 arbeitete er für die Deutsche Presse-Agentur dpa, für die er zahlreiche Korrespondentenberichte schrieb. Seit 1985 war Dirks auch in der Erwachsenenbildung tätig. Seine Seminarthemen reichten von der Sprecherziehung für Moderatoren bis hin zu Ausbildungsseminaren für Journalisten.
Seit 2007 leitete er auch den Aufbau des Fernunterricht-Projekts Hansa-Akademie.

## Werke
- Das Wetter: Naturraum Wetter. Neu erleben, beobachten, erleben und verstehen. Max Kraxenberger Verlagsgesellschaft, München, 1991. ISBN 3-928289-05-5
- Die Auswirkungen von Basel II auf die Arbeit von Weiterbildungseinrichtungen. E-Book, 2005.
- Zeit der Wunder * 60er Jahre * Ein Lebensgefühl. Books on Demand GmbH, Norderstedt, 2007. ISBN 978-3-8334-6742-4.
- Klima – Wandel statt Katastrophe Books on Demand GmbH, Norderstedt, 2007. ISBN 978-3-8334-9282-2.
- Essays: Politikverflechtung – Tödlicher Staub im Emder Hafen, Der Kulturkampf – Kirche, Staat und Gesellschaft im 19. Jahrhundert, Globalisierung – Chancen und Gefahren,
- sowie weitere Essays und Autor der juristischen Serie Journalistenrecht in der Fachzeitschrift Journal des Deutschen Journalistenverbandes.
- Hartmut Dirks ist Gründer und Mitautor des deutsch-amerikanischen Internetprojekts für die in die USA ausgewanderten Ostfriesen und ihre Nachfahren www.east-frisia.com.